# Đào Duy Hoàng
Đào Duy Hoàng (sinh ngày 16 tháng 9 năm 1991) là một vận động viên bóng bàn Việt Nam. Anh đang chơi cho đội bóng bàn Petrosetco và là thành viên của đội tuyển bóng bàn quốc gia Việt Nam với vị trí xếp hạng thứ 3 bóng bàn nam Việt Nam (năm 2015). Và đã từng lập kỷ lục đạt 4 HCV giải vô địch trẻ Đông Nam Á tại Thái Lan năm 2008

## Sự nghiệp
Đào Duy Hoàng sinh ngày 16 tháng 9 năm 1991 tại Lạng Sơn Việt Nam,có kinh nghiệm chơi bóng bàn 14 năm,kinh nghiệm dạy bóng bàn 4 năm.Các thành tích anh đã đạt được:
+ Hạng 3 đơn nam vô địch Đông Nam Á 2012.
+ Vô địch đôi nam toàn quốc
+ Hạng 3 đơn nam toàn quốc